# Moti del Cilento (1848)

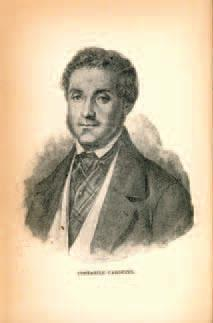
Costabile Carducci, promotore dei moti nel Cilento del 1848

I moti del Cilento nel 1848 furono alcuni dei moti nel meridione italiano precursori della spedizione dei Mille di Garibaldi. Erano stati preceduti vent'anni prima dai moti del Cilento nel 1828.

## Vicende storiche
La sollevazione fu iniziata il 17 gennaio 1848 nel Cilento, alla notizia dei moti di Palermo, sotto la guida di Costabile Carducci
La rivoluzione del 1848 nel meridione italiano fu sostanzialmente organizzata e centrata inizialmente a Palermo. La natura popolare della rivolta siciliana, che prese inizio il 12 gennaio sotto la guida di Rosolino Pilo e Giuseppe La Masa, era evidente per il fatto che manifesti e volantini vennero distribuiti tre giorni prima gli atti veri e propri rivoluzionari. Il tempo d'inizio fu deliberatamente scelto affinché coincidesse con il compleanno di Ferdinando II delle Due Sicilie, essendo egli stesso nato a Palermo nel 1810 durante il periodo di occupazione napoleonica del Regno di Napoli.
L'esercito borbonico capitanato dal generale De Majo oppose una debole resistenza, e si ritirò dall'isola. Messina e Palermo, tuttavia, vennero bombardate duramente dall'esercito in ritirata, un gesto che costerà al re Borbone l'appellativo di "Re bomba" e le proteste di Francia, Russia, Stati Uniti d'America ed altri paesi.
In provincia di Salerno Costabile Carducci organizzò una rivolta simile nel Cilento, con successo iniziale.
Infatti nella seconda metà del gennaio 1848 Costabile Carducci, abbracciate le idee carbonare, capeggiò i moti nel Cilento. Insorgevano Castellabate, Pollica e Torchiara a opera di gruppi radicali della piccola borghesia. Poiché i patrioti avevano deciso d'iniziare l'insurrezione nel Salernitano (una sommossa a Napoli per la presenza in questa città d'ingenti forze di polizia borboniche era impossibile), egli ricevette da Carlo Poerio l'ordine di recarsi nel Cilento.
Il Carducci si pose quindi a capo del movimento insurrezionale a Torchiara vicino Agropoli, assumendo poi anche il comando degli insorti dei paesi vicini. Sperava di poter estendere il moto alla Basilicata e alla Calabria, ma la mancanza di una salda e univoca formazione politica con funzione direttiva rese caotiche le sue operazioni militari.
Comunque i Borboni, sconfitti in Sicilia, furono costretti a scendere a patti con lui. Ottenuta la Costituzione, Carducci rivestì il ruolo di colonnello comandante nella  Guardia nazionale di Salerno. Ma quando la monarchia borbonica, prendendo spunto da una sommossa del 15 maggio, sciolse il Parlamento borbonico, Carducci fu costretto a fuggire a Roma.
Successivamente Costabile Carducci tentò di scatenare la rivolta di nuovo nel Cilento ed in Calabria nell'estate del 1848: raccolte nel Vallo di Diano (in provincia di Salerno) le superstiti forze salernitane e lucane a luglio, cercò di tornare nel Cilento ma -quasi naufragato vicino Maratea- fu fatto prigioniero ed ucciso barbaramente dai borbonici.
La conseguente repressione borbonica fu feroce nel Cilento, soffocando ogni tentativo patriottico risorgimentale fino allo sbarco di Carlo Pisacane nel 1857.